# Herbert West–Reanimador
Herbert West–Reanimador (anglès: Herbert West-Reanimator) és un relat de terror paròdic escrit per H.P. Lovecraft. És la primera mostra del zombi tal com s'ha difós a la cultura popular. Va ser escrit, segons una font, entre setembre de 1921 i juny de 1922 i, segons una altra, entre octubre de 1921 i juny de 1922. Fou publicat el 1922 en sis entregues de febrer a juliol. Va ser la primera obra per la qual va cobrar.
Va ser publicat a la revista professional de temàtica còmica Home Brew, dirigida pel col·lega de Lovecraft, George Julian Houtain, amb el títol de Gruesom Tales.
Lovecraft va reconèixer no estar content amb l'obra. Solament continuà amb l'escriptura de les entregues perquè li pagaven cinc dòlars per cada entrega. A més, li desagradava el requisit de que cada entrega acabara amb una deixada en suspens, cosa que no formava part del seu estil. També cada entrega l'havia de començar amb un recordatori d'allò que havia passat anteriorment. El llibre d'assaig The book Science Fiction-The Early Years el considera una mala obra: una "obra desafortunada".

## Traducció
Va ser traduït al català per Judit Romeu per a l'antologia de terror Somni de sang.

## Adaptacions
La pel·lícula fou adaptada al cinema el 1985 amb Re-Animator, dirigida per Stuart Gordon. Aquesta tingué un impacte sobre el cinema de terror d'ambientació hospitalari de la dècada de 1980.
El 1999 es publicà un audiollibre llegit per Jeffrey Combs.
L'escriptor Joshua Chaplinsky va publicar el 2015 un llibre que versiona la història de Lovecraft amb elements biogràfics del raper Kanye West. L'obra es diu Kanye West – Reanimator.